# Speranskia
Speranskia es un género perteneciente a la familia de las euforbiáceas con tres especies de plantas que se encuentran en Tailandia, Camboya y Vietnam. Es el único miembro de la subtribu Speranskiinae.

## Taxonomía
El género fue descrito por Henri Ernest Baillon y publicado en Étude générale du groupe des Euphorbiacées 388. 1858. La especie tipo es: Speranskia tuberculata Baill.

## Especies
| - Speranskia cantonensis Pax & K.Hoffm. - Speranskia tuberculata Baill. - Speranskia yunnanensis S.M.Hwang |